# Real Aero Clube Vitoriano
O Real Aero Clube Vitoriano é um aero clube australiano localizado no Aeroporto de Moorabbin, em Melbourne. A sua origem remonta a 1914, fazendo dele uma das mais antigas organizações aeronáuticas do mundo. Com uma frota composta por uma dúzia de aeronaves, o aero clube conduz cursos de pilotagem para fins privados, recreativos e comerciais.